# Buridans æsel
Buridans æsel er navnet på et et filosofisk paradoks, der egentlig stammer fra Aristoteles, men som blev genoptaget af middelalderens logikere. 
Paradokset har navn efter Jean Buridan, fransk filosof og skolastiker (ca. 1295-1356), men det blev i dets specifikke form netop opfundet som en kritik af Buridans etiske system, hvor man altid skulle handle rationelt.

## Paradokset
Et æsel står lige langt fra to bunker foder af samme størrelse og kvalitet. Hvis man antager, at æselet opfører sig fuldstændigt rationelt, har det ingen grund til at foretrække den ene bunke frem for den anden. Det kan derfor ikke nå til en beslutning om, hvilken stak det skal æde først og vil derfor blive stående på stedet – og sulte.